# Réservoir d'Ommaya

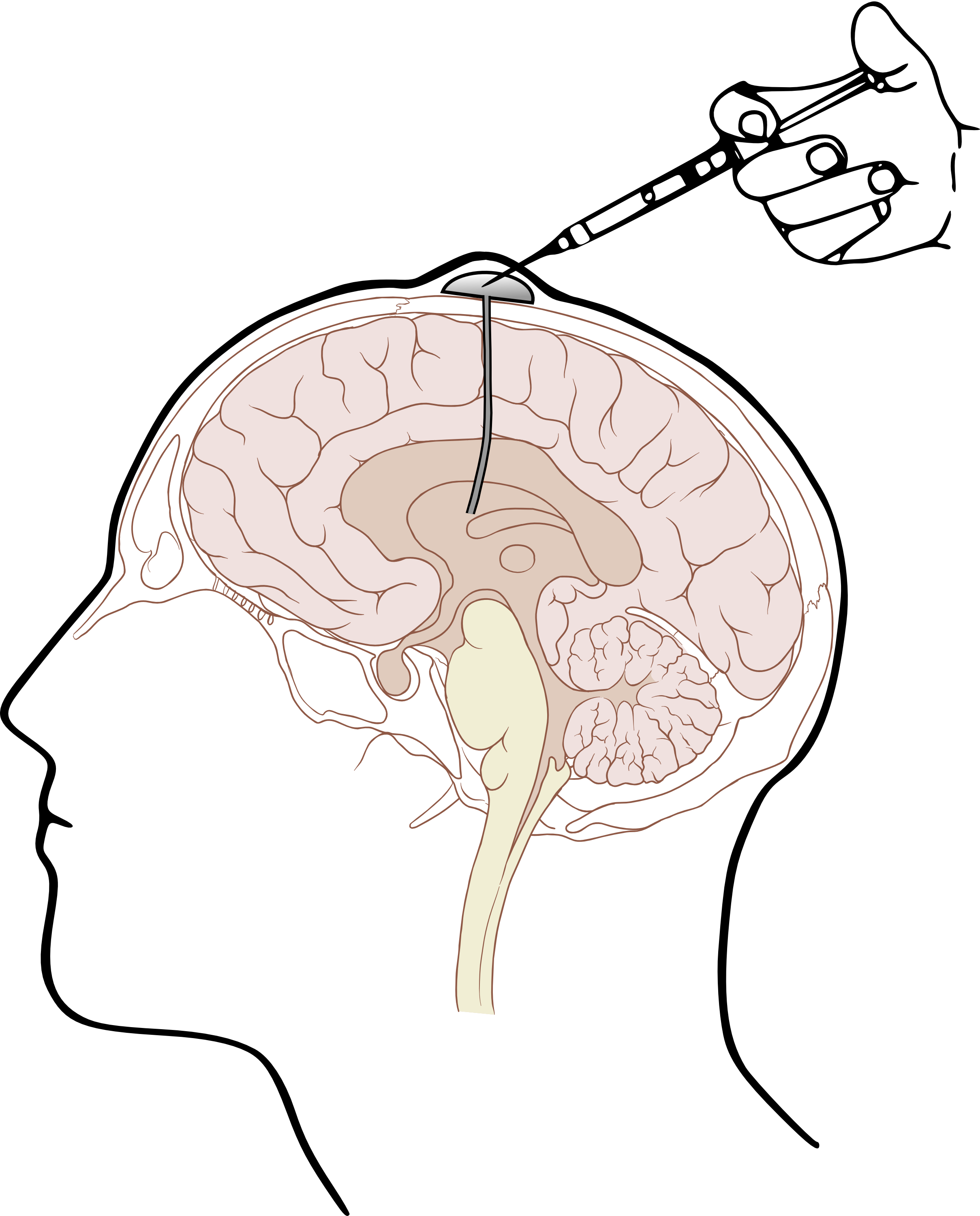
Image schématique montrant l'utilisation d'un réservoir Ommaya pour l'administration de médicaments par voie intrathécale.

Un réservoir d'Ommaya est un type de cathéter intraventriculaire inventé par le neurochirurgien pakistanais Ayub Khan Ommaya.